# Żuromin
Żuromin este un oraș în Polonia.